# Letecké palivo

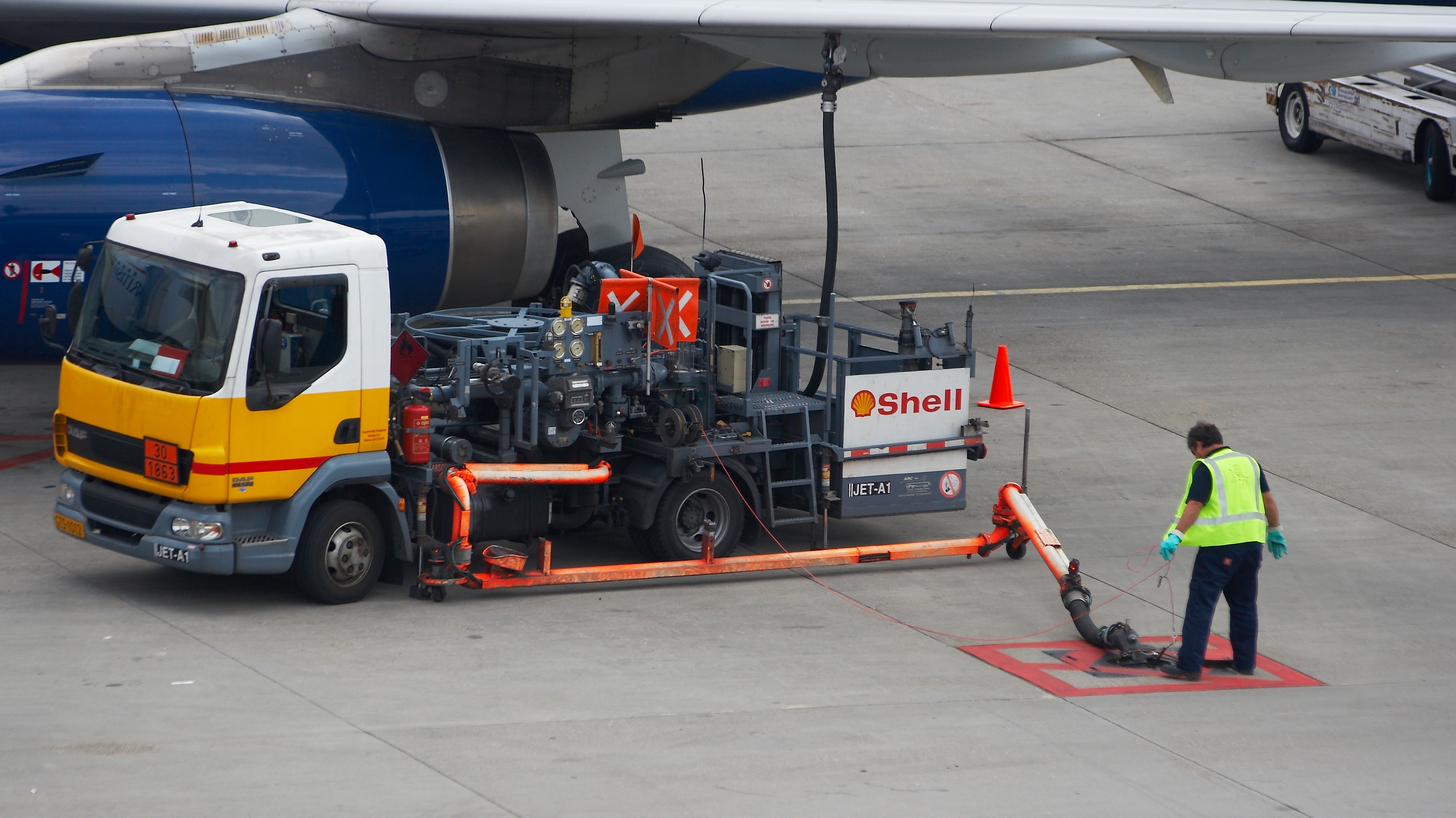
Doplňování paliva Airbusu A321 British Airways

V letectví se používají dva základní druhy paliva – letecký petrolej a letecký benzín. Existují však i další paliva, která se používají v menší míře, nebo se testují.

## Letecký petrolej
Nejrozšířenějším leteckým palivem je letecký petrolej (aviation turbine fuel), který je určen pro proudové motory turbínového typu. Existuje celá řada specifikací pro letecký petrolej, avšak nejčastěji se používá specifikace pro civilní letecký petrolej označený jako Jet A-1, popř. Jet B (s vyšší odolnosti nízkým teplotám – nižším bodem krystalizace).
Letecký petrolej je nejrozšířenější letecké palivo, používané moderními reaktivními motory. Letecký petrolej je do určité míry podobný lehké motorové naftě pro arktické klima. Je tvořen ještě lehčími frakcemi s nižší destilační teplotou a nižší hustotou a jeho kvalitativní parametry musí odpovídat odlišným provozním podmínkám, pro zlepšení potřebných vlastností jsou přidávána různá chemická aditiva. Letecký petrolej podléhá z hlediska kontroly kvality velmi přísným kontrolám, protože nelze připustit technickou poruchu letadla způsobenou nevyhovující kvalitou paliva. Kvalitativní požadavky na letecký petrolej lze principiálně rozdělit do několika skupin – posuzuje se čistota paliva, těkavostní a nízkoteplotní vlastnosti, kontaminace nežádoucími příměsemi a stabilita paliva. Každá vyrobená šarže a každá jednotlivá dodávka leteckého petroleje musí být od výrobce/dodavatele opatřena certifikátem osvědčujícím složení a vlastnosti dodávaného paliva.

## Letecký benzín
Pro zážehové pístové motory je určen letecký benzín (AVGAS) vyráběný ve dvou výkonových druzích lišících se obsahem olova.
V případě leteckého benzínu je rozdíl v kvalitativních požadavcích od automobilového relativně malý. Na trhu jsou buď letecké benziny neobsahující antidetonační přísady (tetraethylolovo) s oktanovým číslem motorovou metodou nejméně 80 nebo olovnaté typy s oktanovým číslem motorovou metodou nad 100 jednotek. V posledních letech[kdy?] se zavádí další typ leteckého benzinu s OČ MM nad 91 a obsahem olova stejným jako u typu 100LL.
Letecké benziny mají oproti automobilovým nižší těkavost, vyšší začátek destilace a nižší konec. Přísnější jsou také požadavky na jejich čistotu. Bezolovnaté typy s oktanovým číslem motorovou metodou okolo 80 jednotek jsou určeny zejména pro menší a výkonově slabší stroje. Olovnaté typy se používají pro moderní výkonné letecké motory především malých vrtulových letadel.
Obsah olova v olovnatých leteckých benzínech se v minulosti pohyboval až na úrovni 2,11 g/kg. V současné době se však již používají environmentálně přijatelnější typy olovnatého leteckého benzinu označované jako 100 LL s obsahem olova max. 0,75 g olova/kg benzinu. Z uvedeného je zřejmé, že pro dosažení potřebných výkonových parametrů (oktanového čísla) obsah olova v leteckých palivech několikanásobně převyšuje obsah olova, který byl v automobilových benzinech. Kromě oktanového čísla motorovou metodou je pro letecké benziny důležité také výkonové číslo, zvláště pro vysokooktanové typy 100 LL, kde toto číslo musí být min. 130.
V Česku byla výroba leteckých benzinů ukončena v roce 2004 a její obnovení se nepředpokládá.

## Zdanění leteckého paliva
Letecké palivo je osvobozeno od zdanění. K tomuto opatření došlo v roce 1986 na 26. plenárním zasedání Mezinárodní organizace pro civilní letectví (ICAO) v Montrealu, tedy až poté, co bylo známo nebezpečí klimatických změn. Tímto je letecká přeprava zvýhodněna oproti pozemní. V Česku tvoří zdanění ostatních pohonných hmot přibližně polovinu ceny paliva.